# Episodi di NCIS: Los Angeles (settima stagione)
La settima stagione della serie televisiva NCIS: Los Angeles è stata trasmessa in prima visione assoluta negli Stati Uniti d'America da CBS dal 21 settembre 2015 al 2 maggio 2016.
In Italia la stagione è trasmessa in prima visione assoluta  da Rai 2 dal 15 febbraio 2016 al 28 gennaio 2017, L'episodio 19, prima puntata del 2017, è stato invece cancellato dalla programmazione, per essere recuperato dopo il termine della stagione, con un titolo diverso da quello originariamente previsto.
| nº | Titolo originale       | Titolo italiano          | Prima TV USA      | Prima TV Italia  |
| -- | ---------------------- | ------------------------ | ----------------- | ---------------- |
| 1  | Active Measures        | Misure di sicurezza      | 21 settembre 2015 | 15 febbraio 2016 |
| 2  | Citadel                | Più pensiero meno azione | 28 settembre 2015 | 15 febbraio 2016 |
| 3  | Driving Miss Diaz      | A spasso con Miss Diaz   | 5 ottobre 2015    | 22 febbraio 2016 |
| 4  | Command & Control      | Vendetta familiare       | 12 ottobre 2015   | 22 febbraio 2016 |
| 5  | Blame It on Rio        | Tutta colpa di Rio       | 19 ottobre 2015   | 29 febbraio 2016 |
| 6  | Unspoken               | Non detto                | 2 novembre 2015   | 29 febbraio 2016 |
| 7  | An Unlocked Mind       | Una mente aperta         | 9 novembre 2015   | 14 marzo 2016    |
| 8  | The Long Goodbye       | Maschi contro femmine    | 16 novembre 2015  | 14 marzo 2016    |
| 9  | Defectors              | Volare via               | 23 novembre 2015  | 21 marzo 2016    |
| 10 | Internal Affairs       | Affari interni           | 7 dicembre 2015   | 21 marzo 2016    |
| 11 | Cancel Christmas       | Cancella il Natale!      | 14 dicembre 2015  | 28 marzo 2016    |
| 12 | Core Values            | La vasca                 | 4 gennaio 2016    | 28 marzo 2016    |
| 13 | Angels & Daemons       | Angeli e demoni          | 18 gennaio 2016   | 4 aprile 2016    |
| 14 | Come Back              | Vecchie fiamme           | 25 gennaio 2016   | 4 aprile 2016    |
| 15 | Matryoshka part 1 e 2  | Matryoska (1 e 2 parte)  | 8 febbraio 2016   | 11 aprile 2016   |
| 16 | Matryoshka part 1 e 2  | Matryoska (1 e 2 parte)  | 22 febbraio 2016  | 11 aprile 2016   |
| 17 | Revenge Deferred       | Il nemico alla porta     | 29 febbraio 2016  | 18 aprile 2016   |
| 18 | Exchange Rate          | Tasso di cambio          | 14 marzo 2016     | 18 aprile 2016   |
| 19 | The Seventh Child      | Il settimo bambino       | 21 marzo 2016     | 4 febbraio 2017  |
| 20 | Seoul Man              | L'uomo di Seul           | 28 marzo 2016     | 7 gennaio 2017   |
| 21 | Head of the Snake      | La testa del serpente    | 11 aprile 2016    | 7 gennaio 2017   |
| 22 | Granger, O.            | La figlia ritrovata      | 18 aprile 2016    | 14 gennaio 2017  |
| 23 | Where There's Smoke... | Non c'è fumo senza...    | 25 aprile 2016    | 21 gennaio 2017  |
| 24 | Talion                 | Occhio per occhio        | 2 maggio 2016     | 28 gennaio 2017  |

## Misure di sicurezza
- Titolo originale: Active Measures
- Diretto da: John Peter Kousakis
- Scritto da: R. Scott Gemmill

### Trama
Callen è alla ricerca di Arkady, ultimo legame con il suo passato. Le sue indagini per trovare il vecchio amico di suo padre, tuttavia rischiano di mettere in pericolo la sua vita e la squadra deve fermarlo prima che sia troppo tardi.
- Ascolti USA: telespettatori 7 890 000[1]
- Ascolti Italia: telespettatori 1 626 000 - share 5,65%[2]

## Più pensiero meno azione
- Titolo originale: Citadel
- Diretto da: Eric Laneuville
- Scritto da: Dave Kalstein

### Trama
L'agente della DEA Talia Del Campo chiede aiuto all'NCIS in seguito all'omicidio del suo partner. Deeks presenta sua madre a Kensi.
- Ascolti USA: telespettatori 7 660 000[3]
- Ascolti Italia: telespettatori 1 497 000 - share 5,60%[2]

## A spasso con Miss Diaz
- Titolo originale: Driving Miss Diaz
- Diretto da: James Hanlon
- Scritto da: Andrew Bartels

### Trama
La squadra indaga su un massacro avvenuto in Perù vent'anni prima e una nota modella, Miss Diaz, è uno dei potenziali bersagli in quanto una sopravvissuta a quella strage. Kensi e Deeks vanno sotto copertura, lei come assistente della modella e lui come suo autista.
- Ascolti USA: telespettatori 7 990 000[4]
- Ascolti Italia: telespettatori 1 939 000 - share 6,70%[5]

## Vendetta familiare
- Titolo originale: Command & Control
- Diretto da: Terrence O'Hara
- Scritto da: Kyle Harimoto

### Trama
Callen e Sam sono costretti a lavorare nel loro giorno libero quando ricevono una telefonata da un uomo misterioso che minaccia di uccidere delle persone innocenti se i due non eseguiranno i suoi ordini. Durante le indagini la squadra scoprirà che il loro nemico è legato ad un uomo ucciso durante un'indagine dell'NCIS di Los Angeles.
- Ascolti USA: telespettatori 8 450 000[6]
- Ascolti Italia: telespettatori 1 979 000 - share 7,35%[5]

## Tutta colpa di Rio
- Titolo originale: Blame It on Rio
- Diretto da: Dennis Smith
- Scritto da: R. Scott Gemmill

### Trama
Tony DiNozzo chiede aiuto alla squadra di Los Angeles per ritrovare un prigioniero riuscito a fuggire durante un volo da Singapore diretto proprio a Los Angeles. Il suo arrivo, e l'intesa subito trovata con Kensi, non mancano di suscitare qualche gelosia nel suo partner, Deeks.
- Guest star: Michael Weatherly (Anthony DiNozzo)
- Nota. Questo episodio è un cross-over con la serie NCIS - Unità anticrimine e conclude la storia iniziata nell'episodio Lavoro di squadra.
- Ascolti USA: telespettatori 8 770 000[7]
- Ascolti Italia: telespettatori 1 066 000 - share 3,48%[8]

## Non detto
- Titolo originale: Unspoken
- Diretto da: Diana C. Valentine
- Scritto da: Erin Broadhurst e Frank Military

### Trama
La squadra è alla ricerca di Mark Ruiz, vecchio partner di Sam, scomparso nel nulla mentre acquistava dell'esplosivo durante una missione sotto copertura.
- Ascolti USA: telespettatori 8 410 000[9]
- Ascolti Italia: telespettatori 1 085 000 - share 3,68%[8]

## Una mente aperta
- Titolo originale: An Unlocked Mind
- Diretto da: Chris O'Donnell
- Scritto da: Frank Military

### Trama
Kensi e Deeks vanno sotto copertura all'interno di una misteriosa setta per salvare un membro del Dipartimento della Difesa che ne fa parte, in quanto in seguito ad un lavaggio del cervello ha rivelato alcune informazioni riservate. Nel frattempo il resto della squadra cerca di non permettere che queste informazioni cadano nelle mani sbagliate.
- Guest star: Sebastian Roché
- Ascolti USA: telespettatori 7 910 000[10]
- Ascolti Italia: telespettatori 1 168 000 - share 3,99%[11]

## Maschi contro femmine
- Titolo originale: The Long Goodbye
- Diretto da: John Peter Kousakis
- Scritto da: Dave Kaulstein

### Trama
La squadra è alla ricerca di Jada, la donna che Sam aveva aiutato quattro anni prima ad avere asilo negli Stati Uniti, dopo che è scomparsa durante un trasferimento sotto scorta. Nel frattempo Kensi va in missione sotto copertura con l'agente della DEA Talia Del Campo.
- Ascolti USA: telespettatori 7 910 000[12]
- Ascolti Italia: telespettatori 1 232 000 - share 4,56%[11]

## Volare via
- Titolo originale: Defectors
- Diretto da: Dennis Smith
- Scritto da: Jordana Lewis Jaffe

### Trama
La squadra si mette alla ricerca di una ragazza che dalle indagini sembra essere stata reclutata da un'organizzazione terroristica.
- Ascolti USA: telespettatori 7 800 000[13]
- Ascolti Italia: telespettatori 1 371 000 - share 4,81%[14]

## Affari interni
- Titolo originale: Internal Affairs
- Diretto da: Eric Pot
- Scritto da: Chad Mazero e R. Scott Gemmill

### Trama
La squadra si impegna per trovare il modo di scagionare Deeks dall'accusa di omicidio del suo ex collega della Polizia di Los Angeles.
- Ascolti USA: telespettatori 9 520 000[15]
- Ascolti Italia: telespettatori 1 288 000 - share 4,81%[14]

## Cancella il Natale!
- Titolo originale: Cancel Christmas
- Diretto da: Paul A. Kaufman
- Scritto da: Joseph C. Wilson

### Trama
Dopo che una vittima di omicidio si rivela un sospettato agente Nord Coreano la squadra deve capire quanti agenti Nord Coreani si nascondono nel Paese. Nel frattempo Granger non è contento per il Natale alle porte e Deeks confessa a Kensi la verità sulla morte del suo ex partner nella Polizia.
- Ascolti USA: telespettatori 9 220 000[16]
- Ascolti Italia: telespettatori 1 349 000 - share 5,10%[17]

## La vasca
- Titolo originale: Core Values
- Diretto da: Karen Gaviola
- Scritto da: Joe Sachs

### Trama
Quando si scopre che un Marine è affetto da avvelenamento da radiazioni, la squadra investiga su un impianto nucleare dismesso dove lavorava in nero come guardiano. Si viene a scoprire che tutti i protocolli di sicurezza del sito sono stati compromessi.
- Ascolti USA: telespettatori 10 510 000[18]
- Ascolti Italia: telespettatori 1 516 000 - share 5,80%[17]

## Angeli e demoni
- Titolo originale: Angels & Daemons
- Diretto da: James Hanlon
- Scritto da: Andrew Bartels

### Trama
La squadra indaga su un caso molto pericoloso legato ad un esperto di informatica che ha sviluppato un "demone", un programma nascosto in grado di raccogliere informazioni riservate.
- Ascolti USA: telespettatori 10 640 000[19]
- Ascolti Italia: telespettatori 1 334 000 - share 4,75%[20]

## Vecchie fiamme
- Titolo originale: Come Back
- Diretto da: Eric Laneuville
- Scritto da: Erin Broadhurst

### Trama
Kensi e Deeks annunciano al resto della squadra che andranno a vivere insieme. Nel frattempo Hetty assegna alla coppia la protezione dell'ex fidanzato di Kensi, Jack, in quanto è in possesso di una lista di contatti e nomi, che sembra suscitare l'interesse di persone disposte ad uccidere pur di poterne entrare in possesso.
- Ascolti USA: telespettatori 10 060 000[21]
- Ascolti Italia: telespettatori 1 108 000 - share 4,19%[20]

## Matryoska (Prima parte)
- Titolo originale: Matryoshka
- Diretto da: Dennis Smith
- Scritto da: Kyle Harimoto e R. Scott Gemmill

### Trama
Con l'intenzione di rintracciare Arkady, scomparso fin dall'ultimo viaggio di Callen in Russia, la squadra si infiltra in un galà al consolato russo di Los Angeles, con l'aiuto della figlia di Arkady, Anna Kolcheck, al fine di ottenere informazioni sull'uomo.
- Ascolti USA: telespettatori 9 750 000[22]
- Ascolti Italia: telespettatori 1 224 000 - share 4,44%[23]

## Matryoska (Seconda parte)
- Titolo originale: Matryoshka, Part 2
- Diretto da: Terrence O'Hara
- Scritto da: Kyle Harimoto e R. Scott Gemmill

### Trama
Le ricerche di Arkady procedono. Callen, Sam e Anna si recano in Russia dove elaborano un piano per liberare Kolcheck e il suo compagno di cella, un agente della CIA che sembra conoscere Callen. Nel frattempo Kensi e Deeks rimangono a Los Angeles dove grazie all'aiuto di Eric (che scende per la prima volta sul campo) riescono a catturare un criminale di fondamentale importanza per permettere la liberazione di Arkady che viene dunque trasferito da un carcere di massima sicurezza a un altro. Durante il trasferimento come stabilito gli agenti riescono a liberare Arkady e il suo compagno. 
Durante la missione Callen scopre ulteriori informazioni sul suo passato, scoprendo definitivamente il significato della G del suo nome: un vecchio agente russo, che si presenta semplicemente come Garrison, gli rivela che il suo vero nome è Grisha Alexsandrovich Nikolaev. L'incontro fra i due è molto sconvolgente per l'agente che crede di aver finalmente ritrovato suo padre. L'uomo sembra in procinto di rivelargli ulteriori dettagli sulla sua reale identità, ma Callen deve ripartire con urgenza verso Los Angeles, rimanendo scosso dall'incontro con l'uomo misterioso.
- Ascolti USA: telespettatori 8 820 000[24]
- Ascolti Italia: telespettatori 1 224 000 - share 4,44%[23]

## Il nemico alla porta
- Titolo originale: Revenge Deferred
- Diretto da: Rick Tunell
- Scritto da: Frank Military e Chad Mazero

### Trama
In seguito al ritrovamento di fotografie che ritraggono la famiglia di Sam nei loro momenti più intimi, lui e Callen partono per l'Africa per scoprire chi sta spiando la sua famiglia e capire il perché.
- Ascolti USA: telespettatori 7 940 000[25]
- Ascolti Italia: telespettatori 1 522 000 - share 5,73%[26]

## Tasso di cambio
- Titolo originale: Exchange Rate
- Diretto da: Tawnia McKiernan
- Scritto da: Jordana Lewis Jaffe

### Trama
La squadra è alla ricerca di una spia cubana fuggita alle autorità. Ma tutto cambia quando scoprono che Anna, la figlia di Arkady, lo ha aiutato a fuggire.
- Ascolti USA: telespettatori 8 780 000[27]
- Ascolti Italia: telespettatori 1 522 000 - share 5,73%[26]

## Il settimo bambino
- Titolo originale: The Seventh Child
- Diretto da: Frank Military
- Scritto da: Frank Military

### Trama
Si verifica un'esplosione misteriosa nel centro di Los Angeles e dalle telecamere di sorveglianza si vedono due gemelli che scappano inseguiti da cinque uomini.
Uno dei gemelli viene identificato come il figlio di un diplomatico israeliano, il bimbo però si trova a casa. Intanto G. scopre che il bambino sopravvissuto si è immerso nella cisterna per l'acqua di un hotel per cercare di disinnescare la cintura esplosiva e ci riesce con l'aiuto degli artificieri. Si scopre poi che il figlio del diplomatico era nato da una madre indiana e aveva perso altri fratelli a causa del medico che vendeva i piccoli al mercato nero. A Los Angeles Sam e Deeks trovano altri cinque bambini con cinture esplosive. Il caso porta Kensi e Deeks a parlare della possibilità di avere un figlio; Deeks accenna indirettamente una proposta di matrimonio. La puntata si conclude con li bambino che ritorna dalla sua famiglia in Israele.
- Ascolti USA: telespettatori 8 760 000[28]
- Ascolti Italia: telespettatori 1 616 000 - share 6,57%[29]

## L'uomo di Seoul
- Titolo originale: Seoul Man
- Diretto da: Diana C. Valentine
- Scritto da: Joe Sachs

### Trama
Il team è alla ricerca di una spia nord-coreana mentre sono assegnati alla protezione del Comandante del Pacific Command, che ha in corso una riunione con il suo omologo sud coreano.
- Ascolti USA: telespettatori 8 910 000[30]
- Ascolti Italia: telespettatori 1 722 000 - share 6,67%[31]

## La testa del serpente
- Titolo originale: Head of the Snake
- Diretto da: Robert Florio
- Scritto da: Joseph C. Wilson

### Trama
Nate Getz, psicologo sul campo dell'NCIS, salta un appuntamento di check-in con Hetty mentre si trova sotto copertura in una missione collegata al crimine organizzato e al terrorismo. Il team scopre che Nate sta lavorando con un noto leader criminale.
- Nota: questo episodio è il secondo che porta in italiano questo titolo, dopo il quarto episodio della prima stagione.
- Ascolti USA: telespettatori 8 240 000[32]
- Ascolti Italia: telespettatori 1 876 000 - share 7,39%[31]

## La figlia ritrovata
- Titolo originale: Granger O.
- Diretto da: Dennis Smith
- Scritto da: Kyle Harimoto

### Trama
Granger sta scortando Jennifer Kim a Los Angeles e durante il tragitto la interroga sulla spia nord-coreana. Lei ammette di sapere che lui è suo padre.
- Ascolti USA: telespettatori 7 790 000[33]
- Ascolti Italia: telespettatori 1 441 000 – share 5,69%[34]

## Non c'è fumo senza...
- Titolo originale: Where There's Smoke...
- Diretto da: James Hanlon
- Scritto da: Andrew Bartels

### Trama
Sam e Callen stanno lavorando sotto copertura come vigili del fuoco per scoprire chi ha rubato delle informazioni top secret su alcuni terroristi da un container del Dipartimento della Difesa, nel corso di un incendio in un magazzino. Deeks è preoccupato che qualcosa di brutto possa accadere ora che le cose vanno bene.
- Ascolti USA: telespettatori 7 870 000[35]
- Ascolti Italia: telespettatori 1 238 000 - share 4,93%[36]

## Occhio per occhio
- Titolo originale: Talion
- Diretto da: John Peter Kousakis
- Scritto da: R. Scott Gemmill

### Trama
Sam riceve un codice d'urgenza da suo figlio Aiden: la scuola militare che frequenta a San Francisco è stata presa d'assalto da un gruppo di estremisti guidati da Tahir Khaled, acerrimo nemico di Sam. Questi, con Callen, Kensi e Deeks intervengono immediatamente per fermare Tahir e liberare gli ostaggi.
- Ascolti USA: telespettatori 8 100 000[37]
- Ascolti Italia: telespettatori 1 274 000 - share 5,04%[38]